# Gyōi
Gyōi (行意?   ¿1177? - 29 de diciembre de 1217) fue un poeta y monje budista japonés de la escuela budista del Tendaishū que vivió en las postrimerías de la era Heian y comienzos de la era Kamakura. Su padre fue el Kanpaku y Daijō Daijin Fujiwara no Motofusa. Tuvo como hermanos al Sadaijin Fujiwara no Takatada, al Sesshō Matsudono Moroie, al monje Shōen, líder de la escuela budista del Tendaishū, y al monje Jitsuen, Bettō del templo Kōfuku-ji. Es considerado como uno de los treinta y seis nuevos inmortales de la poesía y también se le conoce con el título de Yamashina Sōjō (山科僧正 o 山階僧正?).
Se convirtió en monje a edad temprana, fue pupilo del monje Kakuson Sōjō e hizo prácticas ascéticas en el monte Ōmine y en el monte Nachi. En 1206 fue nombrado Gojisō (monje asistente) del Emperador Tsuchimikado y posteriormente en 1210, del Emperador Juntoku. Entre 1204 y 1211 fue tutor de la Princesa Imperial Shōshi de Shumei Mon In. Hacia 1207 asistió al Emperador Tsuchimikado en una grave enfermedad y pudo curarlo a través de rezos, en consecuencia fue promovido como Gonsōjō. En 1216 fue nombrado Gran Oficial del templo Mii-dera y en el mismo año ocupó el cargo de Bettō del templo Sōfuku-ji. Fallecería al año siguiente a la edad de 40 años.
Como exponente de la poesía waka participó en varios concursos de waka entre 1214 y 1216; también tuvo participación en círculos poéticos patrocinados por el Emperador Juntoku. Veintiocho de sus poemas fueron incluidos en la antología imperial Shinchokusen Wakashū. Adicionalmente escribió una colección de anécdotas llamado Kokin Chomon-shū (古今著聞集?).